# استودبیکر پرزیدنت
استودبیکر پرزیدنت (Studebaker President) خودرویی است که در سال‌های ۱۹۲۶ تا ۱۹۴۲۱۹۵۵-۱۹۵۸تولید شده‌است. طراحی آن خودروهای موتور جلو-محور عقب بوده است.

## نگارخانه

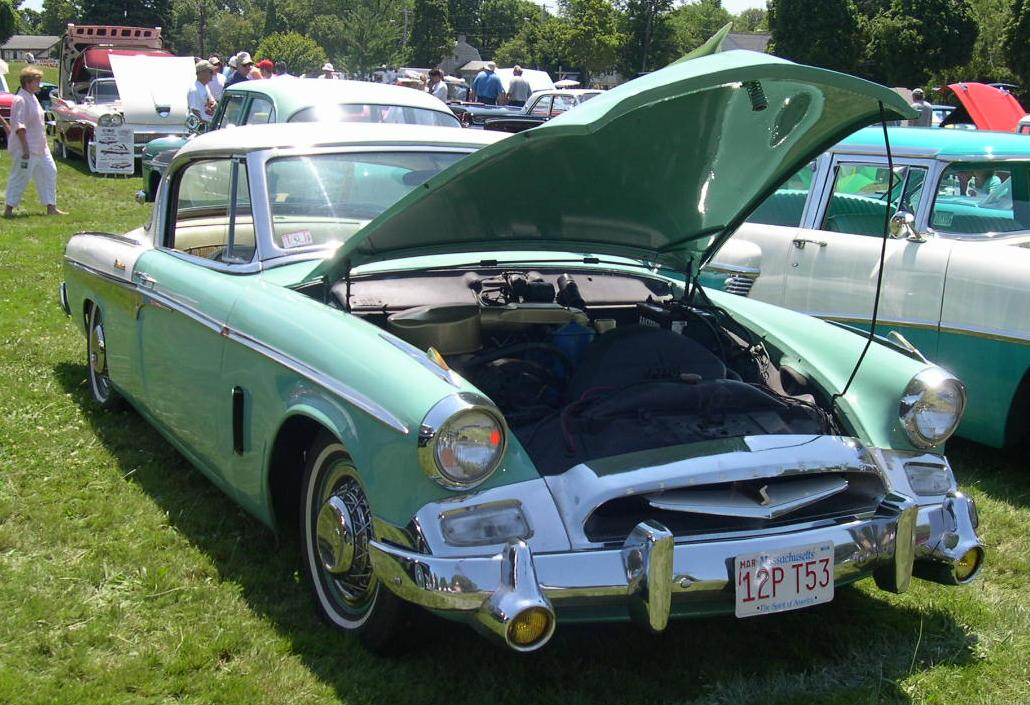
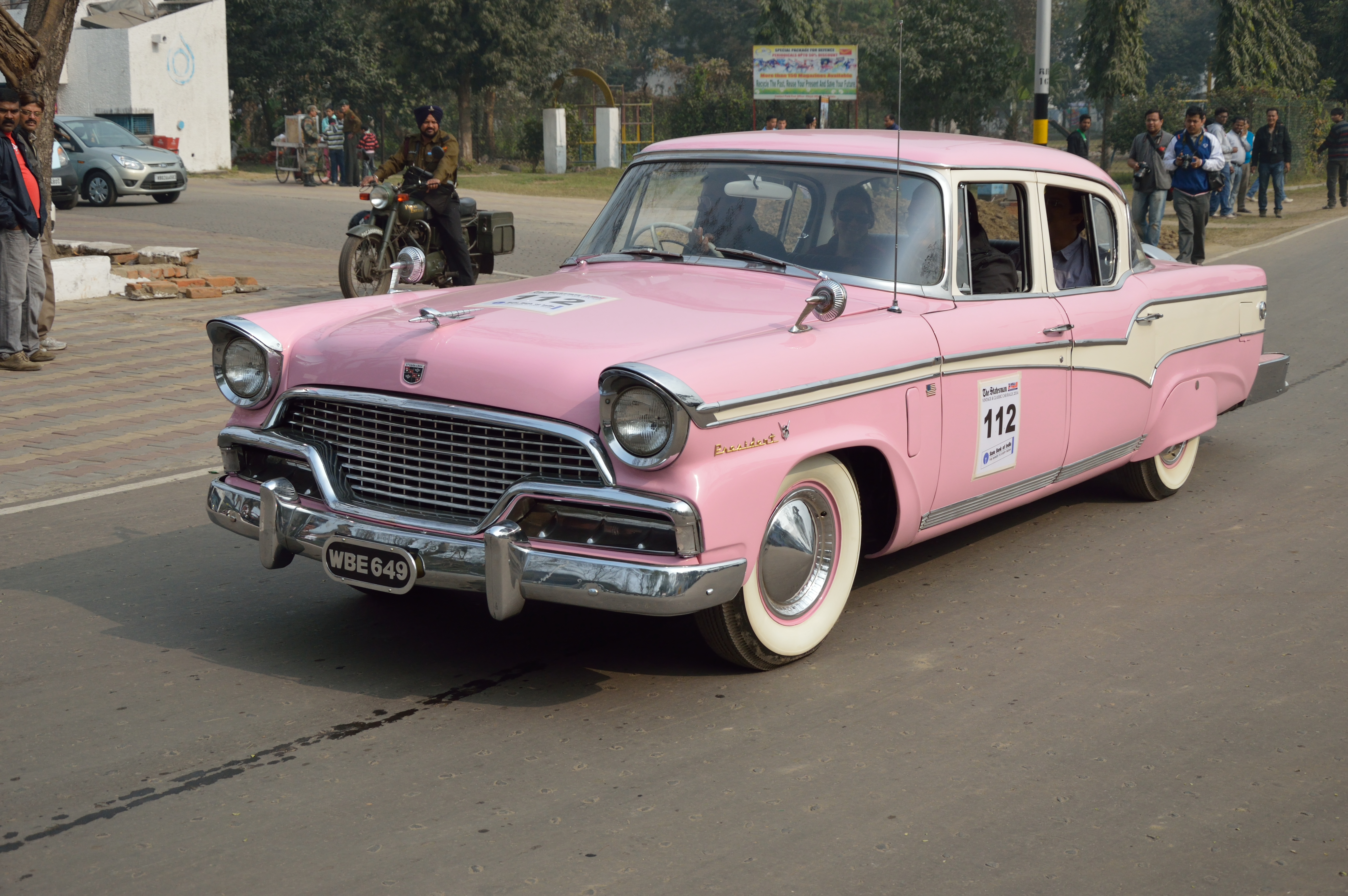
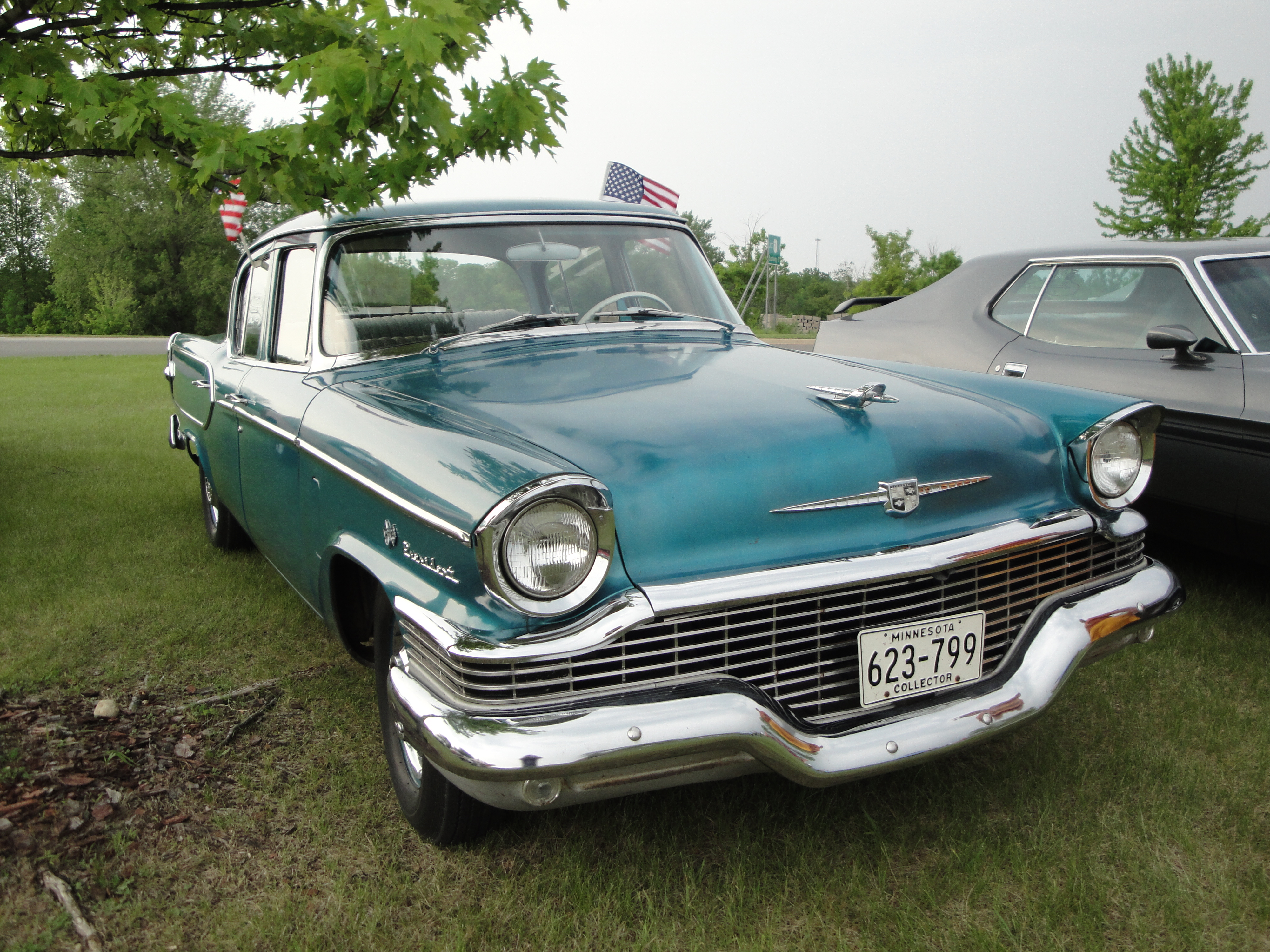